# Pałac w Kłobucku
Pałac w Kłobucku – zabytkowa rezydencja, położona w Kłobucku, na osiedlu Stare Zagórze. Wzniesiona w 1795, w stylu neogotyckim.
Pałac jest otoczony parkiem o powierzchni 4,3 ha. Park ten również jest wpisany do rejestru zabytków.

## Historia
Pałac został wybudowany dla pruskiego ministra Christiana von Haugwitza w latach 1795-1800. Do początku XX wieku stanowił on siedzibę właścicieli majątku ziemskiego Zagórze. Jego kolejnymi właścicielami byli: Benedykt Lemański, Guido Henckel von Donnersmarck i książę Michał Aleksandrowicz, który odwiedził folwark pod koniec września 1900 r. Budynek został gruntownie przebudowany pod koniec XIX wieku.
Po I wojnie światowej posiadłość przeszła na własność Skarbu Państwa. W dwudziestoleciu międzywojennym w zamku znajdowała się Szkoła Leśników, a w latach 1952-1972 siedziba Prezydium Powiatowej Rady Narodowej. Następnie w pałacu miał siedzibę zakład odzieżowy Dom Mody "Elegancja".
W 2004 roku rozpoczęto jego generalny remont. W pałacu planuje się utworzenie centrum konferencyjnego.

## Galeria

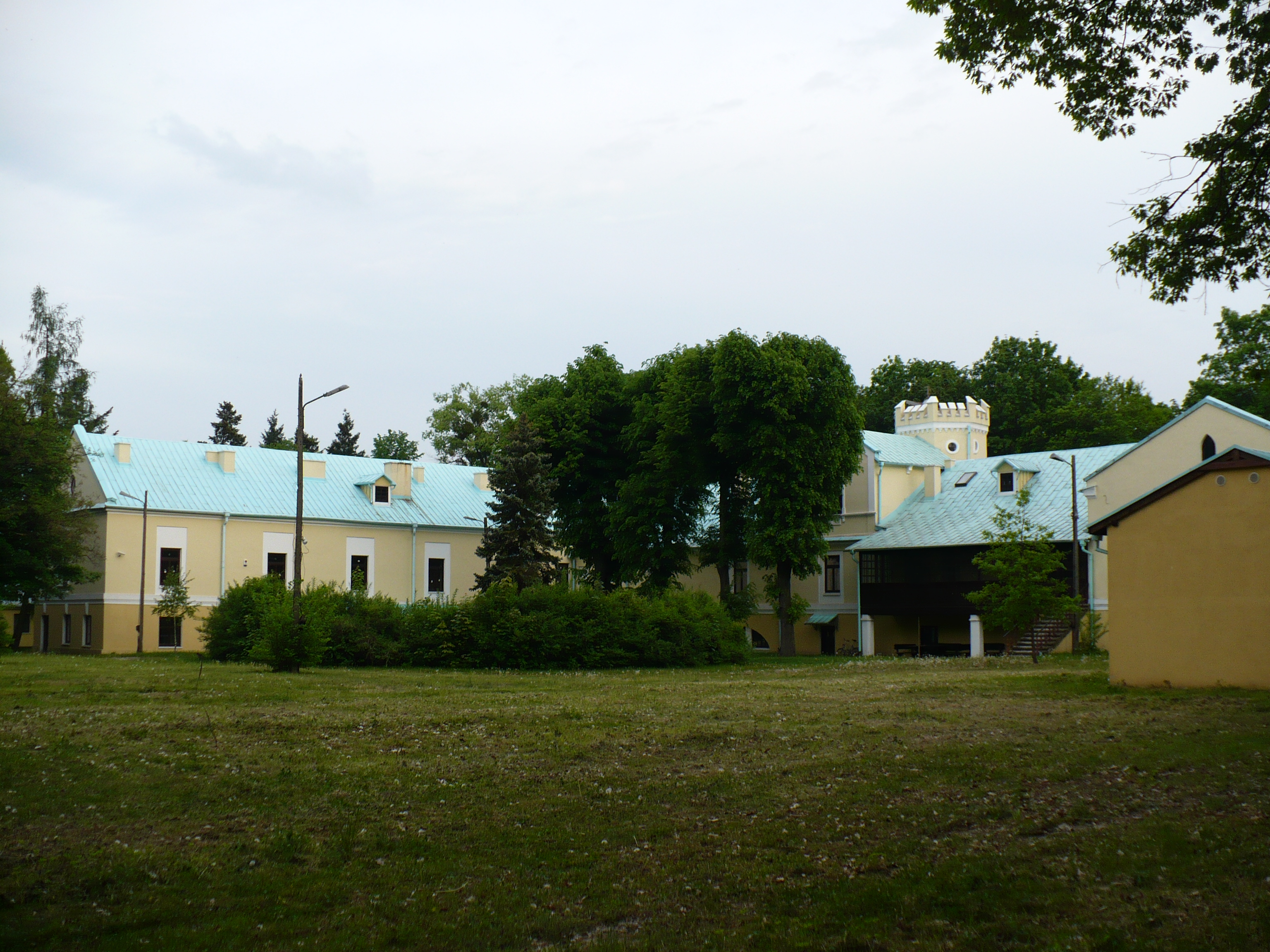
Dziedziniec pałacu (17 maja 2008)
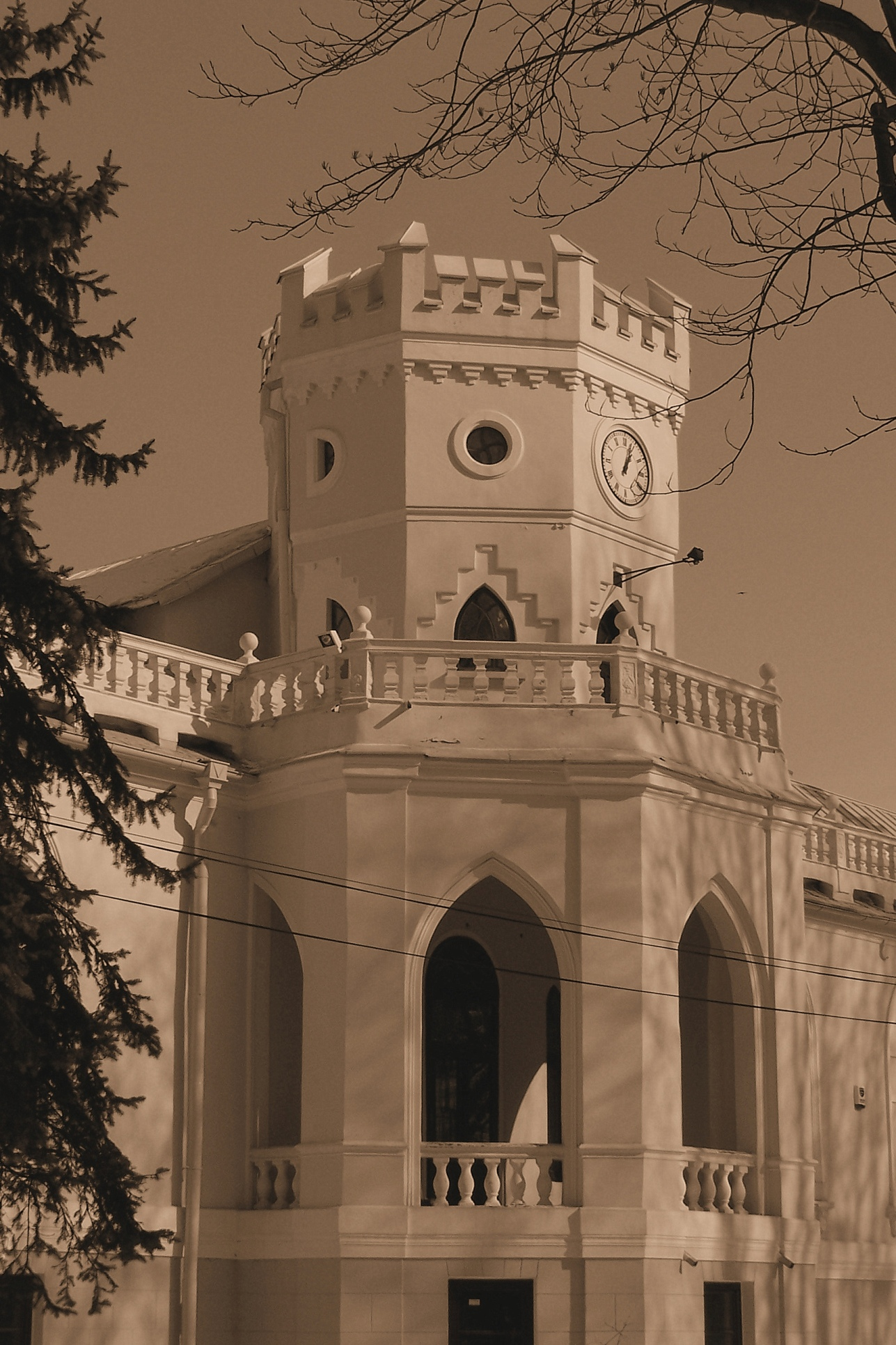
Front pałacu